# Gong-ter
Gong-ter (transliteracja Wyliego: gong-gter, dosłownie „skarb umysłu”) – w tradycji buddyzmu tybetańskiego odmiana term, charakteryzująca się tym, że ukryto je na głębokich poziomach świadomości, a nie jak w przypadku zwykłych term posiadających formę fizyczną w jaskiniach, lasach itd.